# تریگانا ایر سرویس
تریگانا ایر سرویس (به انگلیسی: Trigana Air Service) یک شرکت هواپیمایی با کد یاتا IL است که در تاریخ ۱۹۹۱ میلادی تأسیس شده است. دفتر مرکزی تریگانا ایر سرویس در جاکارتا، اندونزی واقع شده‌است. قطب این شرکت هواپیمایی در فرودگاه بین‌المللی سوئکارنو-هتا قرار دارد و به ۲۱ مقصد، پرواز مستقیم انجام می‌دهد.